# Диадемодонтиды
Диадемодонти́ды (лат. Diademodontidae) — вымершее семейство синапсид из инфраотряда эуцинодонтов (Eucynodontia), живших в нижнем и среднем триасе.
Диадемодонтиды возникли в начале триаса, вскоре после окончания массового пермского вымирания. Находки диадемодоновых обнаружены в различных районах Гондваны: в Южной и Восточной Африке, в Южной Америке и Антарктиде.

## Название
Название семейства образовано от названия его типового рода Diademodon, описанного в 1894 году британским палеонтологом Г. Сили по находкам, сделанным на востоке Капской колонии. Позднее выяснилось, что к тому же роду и виду Diademodon tetragonus  следует отнести и цинодонта Cynochampsa laniaria, описанного ещё в 1859 году другим британским палеонтологом Р. Оуэном по весьма неполному фрагменту черепа; в палеонтологической литературе закрепилось название, введённое Сили.
Первоначально Сили отнёс диадемодона (и других известных ему Gomphodontia) к числу аномодонтов. В 1924 году южноафриканский геолог и палеонтолог С. Хоутон обосновал их принадлежность к цинодонтам и выделил семейство Diademodontidae в качестве отдельного таксона цинодонтов.

## Описание

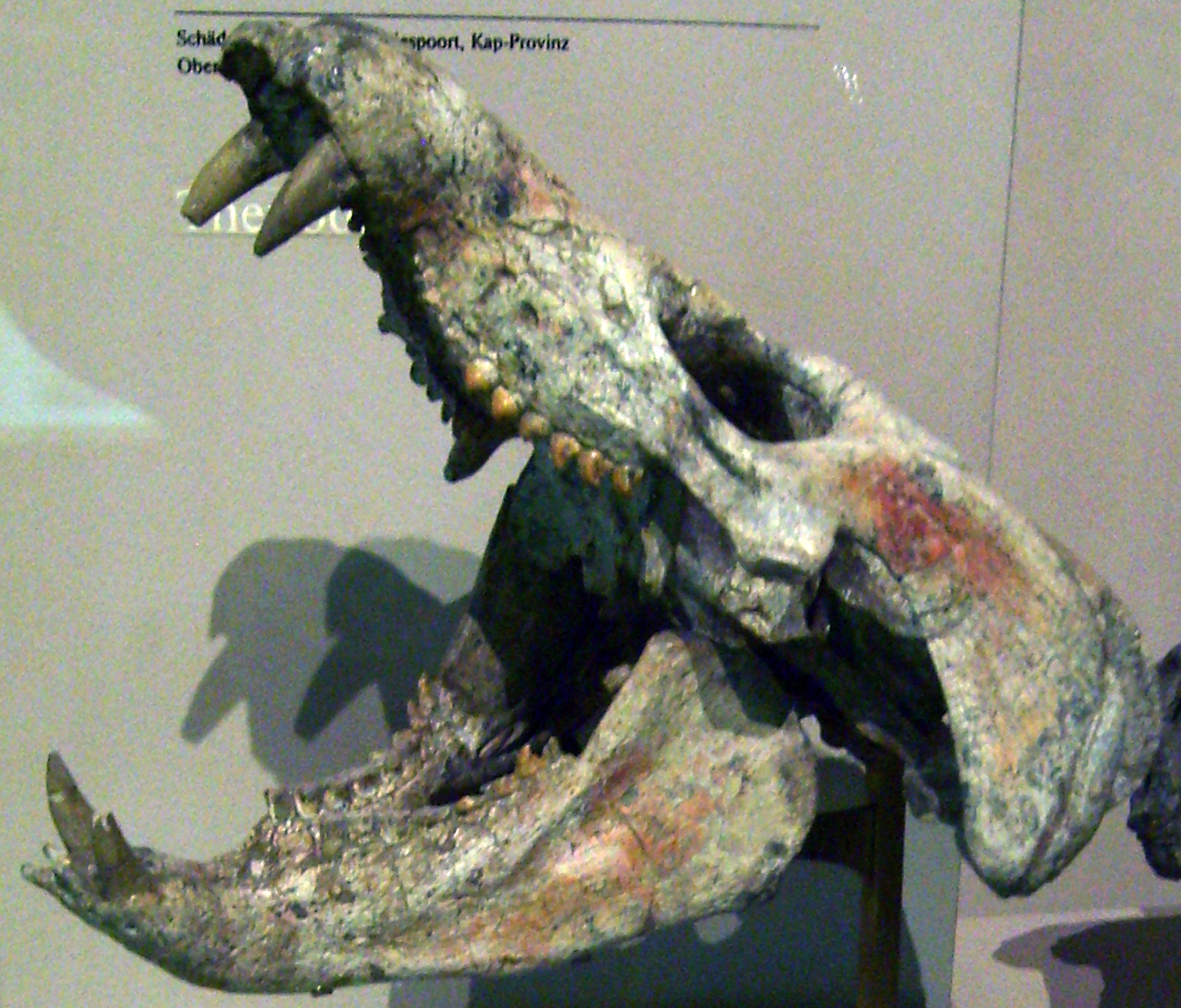
Череп Diademodon mastacus

Диадемодонтиды (как и прочие гомфодонты) были травоядными животными с выраженной специализацией к такому способу питания (результаты недавних исследований, впрочем, свидетельствуют в пользу всеядности диадемодонтид). Имели довольно узкую, сжатую в поперечном направлении морду. Были достаточно крупными животными: длина черепа у диадемодона в среднем составляла 29 см (так что длина его примерно равнялась 2 метрам, и был он размером с крупную свинью), а у титаногомфодона — 40 см.
По большинству краниальных и посткраниальных признаков диадемодонтиды весьма сходны с циногнатом, но наличие поперечно расширенных щёчных зубов заметно отличает их зубную систему от зубной системы циногната. На челюстях имеются резцы (четыре на верхней и три на нижней), два крупных клыка и 18 щёчных зубов. Щёчные зубы диадемодонтид различны по форме: самые передние — конические, самые задние сжаты в латеральном направлении и являются режущими (как у примитивных цинодонтов), остальные же поперечно расширены и обладают относительно плоскими вершинами (в результате чего они способны давить и перетирать пищу). После прорезывания зубов зубная эмаль образовывала ряд мелких бугорков по периферии коронки и большой бугор у середины наружного края, соединённый со слабо выраженным поперечным гребнем; по мере износа эмаль на вершине зуба исчезала, оставаясь только вокруг дентинового цилиндра.
Как и у циногната, у диадемодонтид задний конец чешуйчатой кости выдаётся вбок и образует желобок, который идёт вниз до области челюстного сустава (это образование типично для гомфодонтов, а у прочих цинодонтов менее выражено). Характерна сильная редукция постдентальных костей; при этом угловая кость уменьшается до узкого стержня, параллельного предсочленовной и надугловой костям. Сочленовная и квадратная кости служат (как и у других синапсид) элементами челюстного сустава, но соединяются они друг с другом точно таким же образом, как у млекопитающих сочленяются гомологи этих костей — молоточек и наковальня, а квадратная кость соединяется со стременем. В поясничной области диадемодонтиды сохраняют широкие рёберные пластины, однако на шейных и передних грудных рёбрах такие пластины отсутствуют.
Обитали диадемодонтиды в полупустынных местностях с резким разделением года на сухой и дождливый сезоны.

## Систематика
В соответствии с предложенной Лю Цзюнем и П. Олсеном филогенией эуцинодонтов этот инфраотряд состоит из двух клад: Probainognathia и Cynognathia; семейство диадемодонтид относится к последней из них. В рамках современных представлений о филогенетических связях внутри этой последней группы, восходящих к Дж. Хопсону (1991), в ней семейство Cynognathidae противопоставлено кладе Gomphodontia (гомфодонты), а среди гомфодонтов выделяются две сестринские клады: семейство Diademodontidae и клада, включающая семейства Trirachodontidae и Traversodontidae.

### Классификация
В составе диадемодонтид ранее выделяли ряд родов: Cynochampsa, Gomphognathus, Protacmon, Sysphinctostoma, Cragievanus; в настоящее время все они включены в состав рода Diademodon. Помимо этого рода, к семейству диадемодонтид был отнесён род Titanogomphodon описанный в 1973 году.
Таким образом, семейство диадемодонтид по современным предоставлениям состоит из двух монотипических родов:
- Род Diademodon Seeley, 1894 — нижний и средний триас Южной Африки, Намибии, Зимбабве, Замбии, Танзании и Аргентины;
- Род Titanogomphodon Keyser, 1973 — средний триас Намибии и Антарктиды.

Кладограмма, отображающая место семейства диадемодоновых в кладе Cynognathia, составлена по материалам исследования Гао Кэциня, Р. К. Фокса, Чжоу Чанфу и Ли Дацина 2010 года:
|  | Titanogomphodon |
|  |                 |
|  | Diademodon      |
|  |                 |

|  | Trirachodontidae |
|  |                  |
|  | Traversodontidae |
|  |                  |

|  | Titanogomphodon |
|  |                 |
|  | Diademodon      |
|  |                 |

|  | Trirachodontidae |
|  |                  |
|  | Traversodontidae |
|  |                  |

|  | Titanogomphodon |
|  |                 |
|  | Diademodon      |
|  |                 |

|  | Trirachodontidae |
|  |                  |
|  | Traversodontidae |
|  |                  |

|  | Titanogomphodon |
|  |                 |
|  | Diademodon      |
|  |                 |

|  | Trirachodontidae |
|  |                  |
|  | Traversodontidae |
|  |                  |

В состав семейства диадемодонтид ранее включались также роды Ordosiodon и Hazhenia; позднее они были отнесены к подотряду тероцефалов.